# Jarýk Stejskal
Jaromír (Jarýk) Stejskal (* 11. prosince 1949, Rychnov nad Kněžnou) je slovenský horolezec českého původu, bývalý československý reprezentant, publicista a fotograf.

## Horolezectví
Na svém lezeckém kontě má asi tři sta výstupů v Tatrách, z toho 32 prvovýstupů. V Yosemitech pak Half Dome, Lost Arrow a cestu The Nose na El Capitan. V Alpách 1. zimní prostup Petit Dru a Messnerovy cesty na Monte Agner, s Igorem Kollerem západní stěnu Petite Jorasses. Na Kavkazu Donguz Orun v zimě, v Pamíru štít m. Žukova s traverzem na Pik Lenina. V Andách výstupy na Jirishancu a Yerupaju. Byl také členem expedice Kančendženga 1981.
Na jaře 1984 podnikl prvovýstup na Lhoce Šar s Josefem Rakoncajem a Peterem Božíkem. Na podzim 1984 pak prvovýstup západní stěnou Dhaulágirí s Karlem Jakešem a Janem Šimonem (zahynul na sestupu). V prosinci 1985 si připsal s Dušanem Becíkem první čs. zimní výstup a zároveň první zimní výstup alpským stylem na osmitisícovku – Čo Oju. V roce 1987 se v expedici na Mount Everest dostal do 8 000 m n. m.
V roce 1997 vedl slovenskou expedici na Kančendžengu. Slovenský režisér Pavol Barabáš o ní natočil film 80 metrů pod vrcholem.

## Dílo
Publikoval reportáže i fotografie v časopisech, včetně zahraničních.
- STEJSKAL, Jarýk; VRANKA, Milan. Zabudni na Everest. 1. vyd. Bratislava: Šport, 1989. 208 s. ISBN 80-7096-033-7. (slovensky)